# دفنة صغيرة
دفنة صغيرة (الاسم العلمي:Daphne nana) هي نوع من النباتات تتبع جنس الدفنة من الفصيلة المثنانية.